# La Ville-aux-Bois-lès-Pontavert
La Ville-aux-Bois-lès-Pontavert é uma comuna francesa na região administrativa de Altos da França, no departamento de Aisne. Estende-se por uma área de 8,32 km². Em 2010 a comuna tinha 151 habitantes (densidade: 18,1 hab./km²).